# Evviva il nostro eroe
Evviva il nostro eroe (Hail the Conquering Hero) è un film del 1944 scritto e diretto da Preston Sturges.